# Väter der Einheit

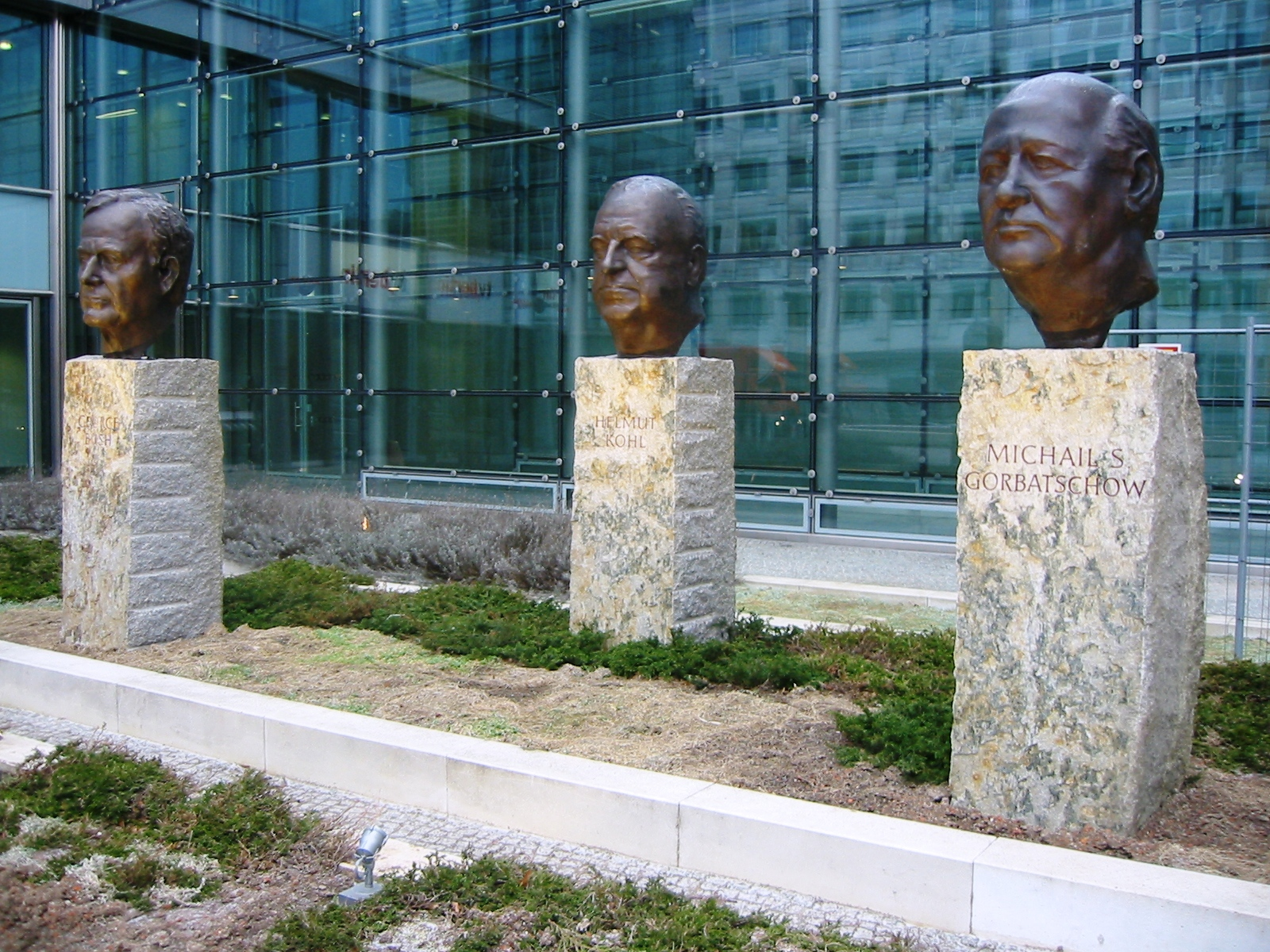
Denkmal Väter der Einheit in Berlin-Kreuzberg

Die Väter der Einheit sind ein Denkmal des französischen Bildhauers Serge Mangin. Es steht vor dem Axel-Springer-Hochhaus in der Rudi-Dutschke-Straße im Berliner Ortsteil Kreuzberg. Es ehrt drei wesentliche Akteure der deutschen Wiedervereinigung: Alt-Bundeskanzler Helmut Kohl, den ehemaligen US-Präsidenten George Bush sowie Michail Gorbatschow, den letzten Präsidenten der Sowjetunion. Die drei bronzenen Porträt-Büsten stehen jeweils auf einem 1,75 Meter hohen Granitsockel. Jedes Segment hat ein Gewicht von rund 1,3 Tonnen.

## Hintergrund
Die Büsten von Kohl und Gorbatschow befanden sich bereits seit 2007 bzw. 2009 in der Axel-Springer-Passage, die an das Hochhaus angrenzt. Zum 20. Jahrestag der deutschen Wiedervereinigung hat der Verlag das Denkmal der Öffentlichkeit zugänglich gemacht.
Die drei Politiker sollen mit diesem Denkmal dafür geehrt werden, dass sie durch ihr „entschlossenes Handeln die Vision des Unternehmensgründers von der deutschen Wiedervereinigung Wirklichkeit“ werden ließen. Geplant ist, das Denkmal durch eine Gedenktafel zu erweitern, die an die Worte Axel Springers anknüpfen sollen: „Die Einheit in Freiheit – das ist unser Auftrag“. Der Künstler war Serge Manginin, der Guss erfolgte in der Kunstgießerei Herbich im bayrischen Gernlinden.

## Einweihung
Das Denkmal wurde am 29. September 2010 im Beisein einer hohen Anzahl an Prominenten wie Alt-Bundespräsident Richard von Weizsäcker eingeweiht. Alt-Bundeskanzler Helmut Schmidt, der trotz einer Erkrankung seiner Ehefrau Loki an dem Termin teilnahm, enthüllte das Denkmal. Der Vorsitzende der Axel-Springer AG, Mathias Döpfner ging in seinem Grußwort sowohl auf den Verlagsgründer und dessen festen Glauben an die Wiedervereinigung ein, wie auch auf die besondere Rolle der drei Personen des Denkmals. Döpfner würdigte die „Väter“ mit den Worten: „Kohl habe Fakten geschaffen, Gorbatschow habe bewusst das Risiko des Machtverlusts in Kauf genommen und Bush habe im richtigen Moment Ja gesagt.“

## Sonstiges

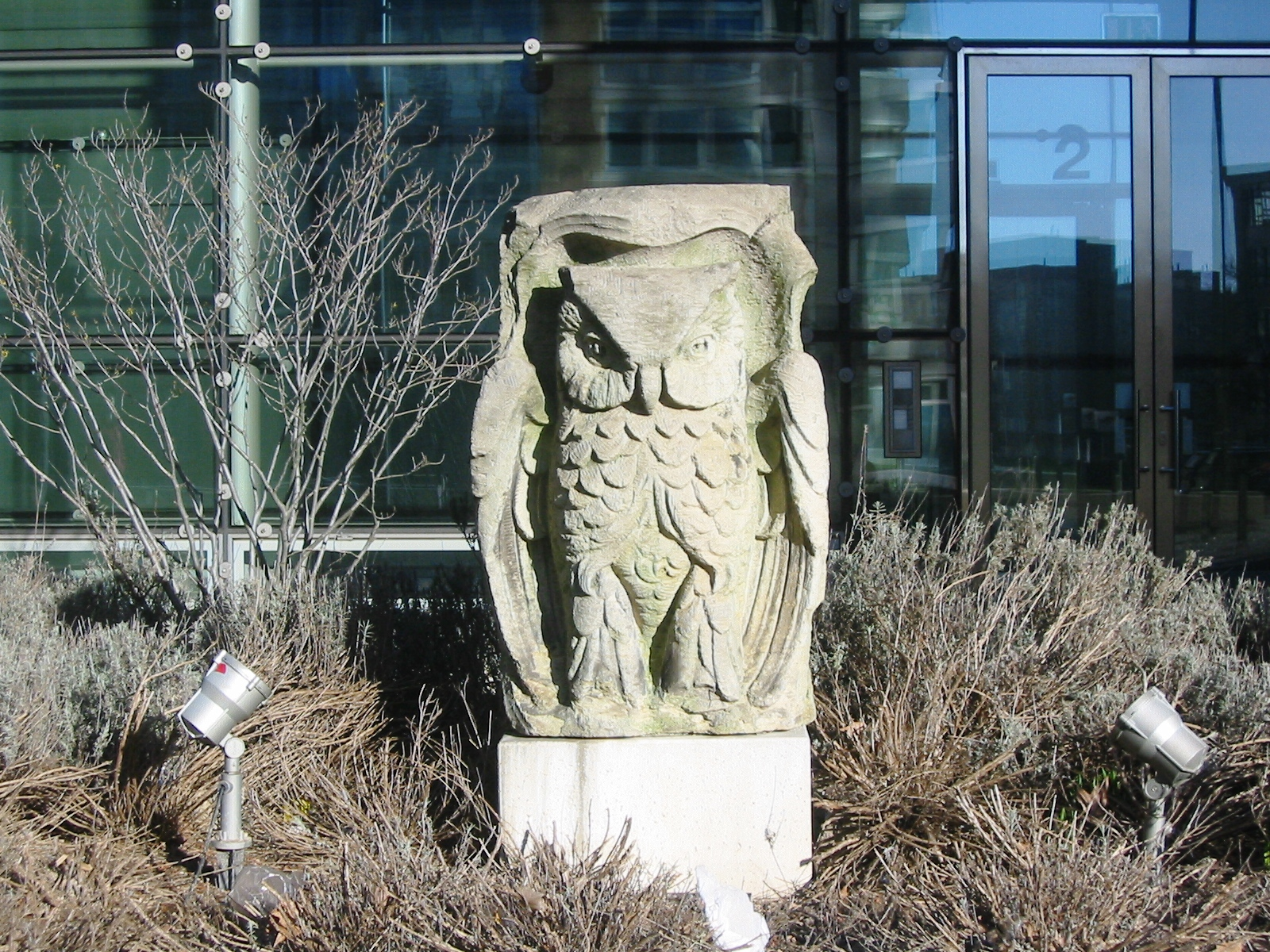
Eule des Ullstein Verlags neben dem Denkmal

- Die drei Staatsmänner wurden mit unterschiedlichen Mimiken dargestellt: Kohl sollte einen „weitsichtigen, ernsten Ausdruck“ erhalten, Gorbatschow eine „offenherzige Milde“ und Bush ein „angedeutetes väterliches Schmunzeln“.[3]
- Neben dem Denkmal steht eine Eule. Dabei handelt es sich um ein Relikt des Ullstein Verlags, das seit vielen Jahren am Hochhaus steht.